# Dalia Itzik
Dalia Itzik (en hebreo: דַּלְיָה אִיצִיק), (Jerusalén, Israel, 20 de octubre de 1952) es una política israelí, miembro del partido Kadima. Fue presidenta de la Kneset durante la decimoséptima kneset (2006-2009). Anteriormente se había desempeñado como ministra y miembro de la kneset por el partido Avodá. En 2007, ocupó durante seis meses en forma interina el cargo de presidenta, como consecuencia de la licencia Moshé Katzav. 
Itzik es nacida en Jerusalén y su familia es de origen iraquí.

## Carrera política
Antes de ser elegida al decimotercer Kneset en 1992, sirvió como diputada de Jerusalén. Durante mucho tiempo fue miembro del Partido Laborista Israelí, pero en 2006 se unió al recién formado Kadima de Ariel Sharón.
Tras la victoria electoral de Kadima, Itzik fue elegida como Presidenta de la Kneset el 14 de mayo de 2006. 

### Presidenta interina de Israel
El 25 de enero de 2007, el presidente israelí Moshé Katsav solicitó una licencia de tres meses, y el 1 de julio de ese mismo año dimitió del cargo. Debido a que el presidente de la Kneset está ubicado primero en la línea de la sucesión, cumplió Itzik el rol de presidente temporal a la vez. Sirvió oficialmente como jefe de Estado hasta que Shimon Peres asumió el control formalmente el 15 de julio de 2007.